# East Quantoxhead
East Quantoxhead is een civil parish in het bestuurlijke gebied Somerset West and Taunton, in het Engelse graafschap Somerset met 104 inwoners.